# Chełchy (gemeente Kowale Oleckie)
Chełchy (Duits: Chelchen; 1938-1945: Vorbergen) is een plaats in het Poolse woiwodschap Ermland-Mazurië, in het district Olecki. De plaats maakt deel uit van de landgemeente Kowale Oleckie.